# 2018년 동계 올림픽 크로스컨트리 남자 스프린트
2018년 동계 올림픽의 크로스컨트리 남자 스프린트 종목은 2018년 2월 13일 오후 6시 5분 대한민국 평창군 알펜시아 크로스컨트리 센터에서 진행되었다.

## 예선
올림픽 대회에 앞서 선수 선발전이 진행됐다. 이번 대회에서는 11개 세부종목에 총 310명의 선수가 출전한다. 출전권을 따기 위해서는 거리종목 선발전의 FIS 포인트 100위 이내에 들어야 한다는 A기준이나, 300위 이내에 들어야 한다는 B기준에 해당돼야 한다. A기준을 충족하지 못하는 국가의 경우 B기준을 충족한다는 조건 하에 남녀당 최대 한 명씩 출전시킬 수 있다. 포인트 순위는 2016년 7월 1일부터 2018년 1월 21일까지의 예선기간 동안, 각 선수들이 기록한 최고성적의 평균을 집계하여 매긴다.
FIS 올림픽 포인트 순위에서 30위 이내에 들은 국가가 있다면 추가쿼터를 부여받을 수 있으며 남녀당 최대 두 개까지 받을 수 있다. 또 300위 이내에 들은 선수의 경우에도 남녀당 한 명까지 받을 수 있다. B기준에 따른 쿼터 배분이 진행된 뒤에도 남는 쿼터가 있다면 다시 올림픽 포인트 순위명단을 이용해 재분배한다. 한편 한 국가당 최대 네 명까지만 한 경기에 내보낼 수 있다.

## 일정
2월 13일 예선과 준준결승, 준결승, 결승 순서로 진행된다.
모든 시각은 한국 시각 기준.
| 날짜     | 시간  | 종목           |
| -------- | ----- | -------------- |
| 2월 13일 | 18:05 | 예선           |
| 2월 13일 | 20:25 | 준준결승 1차전 |
| 2월 13일 | 20:31 | 준준결승 2차전 |
| 2월 13일 | 20:37 | 준준결승 3차전 |
| 2월 13일 | 20:43 | 준준결승 4차전 |
| 2월 13일 | 20:49 | 준준결승 5차전 |
| 2월 13일 | 21:05 | 준결승 1차전   |
| 2월 13일 | 21:11 | 준결승 2차전   |
| 2월 13일 | 21:34 | 결승           |

## 결과
오후 5시 05분부터 레이스가 시작된다.